# Nova Santa Marta
Nova Santa Marta é um bairro do distrito da sede, no município gaúcho de Santa Maria, Brasil. Localiza-se na região oeste da cidade.
O bairro Nova Santa Marta possui uma área de 2,0714 km² que equivale a 1,70% do distrito da Sede que é de 121,84 km² e  0,1156% do município de Santa Maria que é de 1791,65 km².

## História
Em 7 de Dezembro de 1991 ocorre a ocupação da Fazenda Santa Marta no distrito da Sede, surge, a partir daí, o que vem a ser hoje o bairro Nova Santa Marta. Uma de suas unidades residenciais, a Vila 7 de Dezembro homenageia a data, havendo, inclusive, uma linha de ônibus do Centro de Santa Maria até o bairro com este nome.
A Fazenda Santa Marta tinha 1126 hectares, e, em 1979, o governo do estado desapropriou a área, e:
- 782 hectares — foram para a Companhia de Desenvolvimento Industrial e Comercial do Rio Grande do Sul (Cedic), e, desses:
  - 300 hectares — foram para o Distrito Industrial de Santa Maria - hoje, unidade residencial do bairro Agroindustrial.
  - 482 hectares — foram para a secretaria estadual da agricultura.
- 343,70 hectares — foram para a Companhia de Habitação do Estado (CoHab), e, desses:
  - 38,70 hectares — foram usados para a implantação do loteamento Cohab Santa Marta, hoje, unidade residencial do bairro Juscelino Kubitschek.
  - 304,9 hectares — estavam sem uso até 7 de dezembro de 1991, quando começou a ocupação.

O bairro surge oficialmente em 2006 de área até então sem-bairro e mais uma pequena parte do Juscelino Kubitschek, e, é oficialmente denominada de bairro Nova Santa Marta. Até então, a região, assim como vários outros pontos do distrito da Sede - que totalizavam, segundo o IBGE, cerca de 34 mil habitantes - não pertenciam a bairro algum.

## Limites
Limita-se com os bairros: Agroindustrial, Caturrita, Juscelino Kubitschek, Passo d'Areia.
Descrição dos limites do bairro: A delimitação inicia na divisa leste do Distrito Industrial, com uma sanga sem denominação afluente do Arroio Ferreira, segue-se a partir daí pela seguinte delimitação: sanga sem denominação, afluente do Arroio Ferreira, no sentido a montante; divisa norte dos Loteamentos 18 de Abril e Marista, no sentido leste; eixo da antiga estrada para a Caturrita, no sentido sudeste, até encontrar o ponto de projeção da linha de divisa norte do Loteamento Marista; linha de projeção que parte deste ponto, no sentido nordeste, num ângulo reto, até a divisa da área militar; por esta linha de divisa até encontrar um ponto que dista 20 metros ao noroeste da projeção do eixo da Rua 12, do Loteamento Alto da Boa Vista; eixo da Rua Secundária “1”, no sentido oeste; leito da sanga que dista 98 metros ao sudeste da Rua 9, do Loteamento 7 de Dezembro, no sentido a jusante; fundo dos lotes deste último Loteamento que confrontam ao nordeste com a Rua Secundária “1”, no sentido noroeste, defletindo pelo fundo dos lotes que confrontam para a Rua “6”, deste Loteamento, no sentido sudoeste, até encontrar o extremo sudeste da Rua “3”; linha de projeção que parte deste ponto até outro ponto do extremo sudeste da Rua “11”, do Loteamento 10 de Outubro, no sentido sudoeste; alinhamento sudeste da Rua “14”, no sentido sudoeste e alinhamento sudoeste da Rua “13”, no sentido noroeste; eixo da Rua Nossa Senhora das Graças, no sentido oeste; divisa leste do Distrito Industrial, no sentido norte, até encontrar uma sanga sem denominação, afluente do Arroio Ferreira, ponto inicial desta demarcação.

## Unidades residenciais
O bairro Nova Santa Marta, pertencente ao distrito da Sede, é uma unidade de vizinhança que contém as seguintes unidades residenciais:
| # | Unidade residencial          | Localização                       | Limites | Obs. |
| - | ---------------------------- | --------------------------------- | --- | ---- |
| 1 | Loteamento Alto da Boa Vista | 29° 41' 01.02" S 53° 51' 00.17" O | A unidade residencial urbana que limitada ao oeste com a antiga Estrada da Caturrita; ao sul, com a Vila Jóquei Clube e ao leste com uma sanga afluente do Arroio Cadena; e ao noroeste com a Rua 10 deste Loteamento. |      |
| 2 | Loteamento Dez de Outubro    | 29° 41' 16.45" S 53° 51' 25.25" O | A unidade residencial urbana que limita ao norte com a Vila Sete de Dezembro; ao sudeste do Hipódromo do Passo D’Areia; ao sul, com a Vila Prado e ao leste com o prolongamento da Rua das Amoreiras.                  |      |
| 3 | Loteamento Dezoito de Abril  | 29° 40' 45.27" S 53° 51' 29.46" O | A unidade residencial urbana que localiza-se ao norte do Loteamento Por-do-Sol. |      |
| 4 | Loteamento Marista           | 29° 40' 46.25" S 53° 51' 07.92" O | A unidade residencial urbana que localiza-se a sudeste do Loteamento Alto da Boa Vista, ao leste dos Loteamentos Dezoito de Abril e Por-do-Sol e ao oeste da antiga estrada da Caturrita.                              |      |
| 5 | Loteamento Núcleo Central    | 29° 41' 09.71" S 53° 51' 40.28" O | A unidade residencial urbana que limita ao norte com o Conjunto Habitacional Santa Marta; ao oeste, com as Vilas Por do Sol, Sete de Dezembro e Dez de Outubro e ao leste com o Distrito Industrial.                   |      |
| 6 | Loteamento Sete de Dezembro  | 29° 41' 15.54" S 53° 51' 38.13" O | A unidade residencial urbana que limita ao norte com o Hipódromo do Passo D’Areia e Vila Dez de Outubro; ao leste, com o prolongamento da Rua das Amoreiras da Vila Prado e ao oeste com a Vila Alto da Boa Vista.     |      |
| 7 | Nova Santa Marta             |                                   | Toda a área do perímetro do bairro Nova Santa Marta sem denominação específica. |      |
| 8 | Vila Pôr do Sol              | 29° 40' 57.36" S 53° 51' 23.57" O | A unidade residencial urbana que limita ao oeste com a Vila Central, ao norte com a Vila Dezoito de Abril e ao sul com a Vila Sete de Dezembro.                                                                        |      |

## Demografia

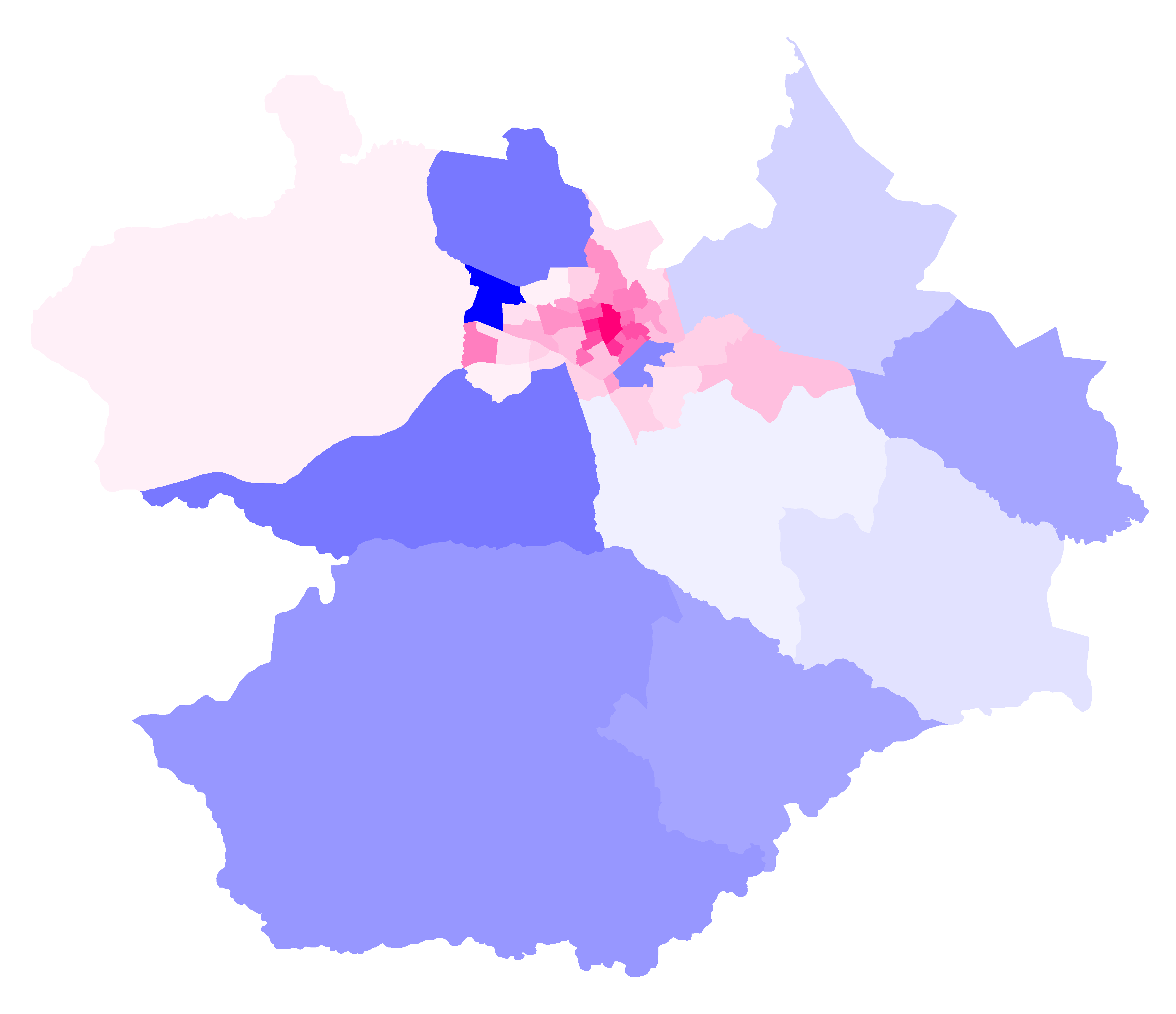
Mapa do município de Santa Maria com as divisões em bairros. Em escalas de azul os bairros com predominância masculina e em escalas de rosa os bairros com predominância feminina. Observa-se que quanto melhor a infraestrutura e o acesso a ela mais convidativo o bairro é para a população feminina. E, reciprocamente, podemos reconhecer os bairros com melhor infraestrutura observando onde a população feminina está concentrada.

Segundo o censo demográfico de 2010, Nova Santa Marta é, dentre os 50 bairros oficiais de Santa Maria:
- Um dos 41 bairros do distrito da Sede.
- O 4º bairro mais populoso.
- O 29º bairro em extensão territorial.
- O 9º bairro mais povoado (população/área).
- O 50º bairro em percentual de população na terceira idade (com 60 anos ou mais).
- O 48º bairro em percentual de população na idade adulta (entre 18 e 59 anos).
- O 1º bairro em percentual de população na menoridade (com menos de 18 anos).
- Um dos 39 bairros com predominância de população feminina.
- Um dos 30 bairros que não contabilizaram moradores com 100 anos ou mais.

Distribuição populacional do bairro
1. Total: 12722 (100%)
  1. Urbana: 12722 (100%)
  2. Rural: 0 (0%)
2. Homens: 6261 (49,21%)
  1. Urbana: 6261 (100%)
  2. Rural: 0 (0%)
3. Mulheres: 6461 (50,79%)
  1. Urbana: 6461 (100%)
  2. Rural: 0 (0%)

## Infraestrutura
Apesar dos esforços dos moradores, por muitos anos a Nova Santa Marta ficou abandonada pela maioria dos governantes, por isso, carece de infraestrutura para sua população.
A água só chegou ao local no final de 2002, e luz em 2003, e, em 2006 o asfaltamento da Avenida Mallmann Filho.